# NGC 4176
NGC 4176 é uma galáxia espiral (Sb) localizada na direcção da constelação de Virgo. Possui uma declinação de -09° 09' 37" e uma ascensão recta de 12 horas, 12 minutos e 36,8 segundos.
A galáxia NGC 4176 foi descoberta em 1886 por Frank Leavenworth.